# Шумовский, Теодор Адамович
Теодо́р Ада́мович Шумо́вский (2 февраля 1913, Житомир, Волынская губерния, Российская империя — 28 февраля 2012, Санкт-Петербург, Россия) — советский и российский историк и лингвист, арабист, кандидат филологических и доктор исторических наук. Автор первого поэтического перевода Корана на русский язык, узник ГУЛАГа, обвинявшийся по одному делу с Львом Николаевичем Гумилёвым.

## Биография

### Семья
Родился в польской семье в Житомире Волынской губернии 2 февраля 1913 года. Мать Шумовского, Амалия Фоминична Каминская (1884—1933), была пианисткой, отец, Адам Викентьевич Шумовский (1873—1928), — банковским служащим. Старший брат Шумовского, Станислав Антонович (Адамович) Шумовский (1902—1984), стал одним из основоположников советского самолётостроения. Значительное место в биографии учёного занял второй по старшинству брат Иосиф.
Детство и юность провел в Шемахе (Азербайджан), древней столице Ширванского царства, куда его семья переехала в годы Первой мировой войны. Прогулки по окрестным мечетям и мусульманским кладбищам, где было много надписей арабской вязью (в то время вместо кириллицы тюркоязычные народы использовали арабский алфавит), пробудили интерес к арабистике.
Свою учебную и рабочую биографию начал студентом Горного института в Москве, а затем забойщиком на шахте «Ирмино 4/2 бис» в Донбассе. В то время на соседней шахте «Центральная-Ирмино» трудился Алексей Стаханов. Работая в шахте, не переставал мечтать об арабистике. Написав письмо академику Николаю Яковлевичу Марру, узнал об Историко-лингвистическом институте (ЛИЛИ, затем ЛИФЛИ) в Ленинграде (предшественнике Восточного факультета Ленинградского Университета) и в 1932 году стал его студентом.

### Студенческие годы в Ленинградском университете
На Восточном факультете Шумовский специализировался по арабской филологии и истории Ближнего Востока. Его наставниками были член-корреспондент АН СССР Н. В. Юшманов, академик В. В. Струве и глава советской арабистики академик И. Ю. Крачковский, который и познакомил его с рукописями Ахмада ибн Маджида, арабского лоцмана Васко да Гамы, исследование которых стало делом жизни Шумовского.
Ещё студентом пятого курса (1938) начал работу над переводом «Трёх неизвестных лоций» Ахмада ибн Маджида, однако смог продолжить свои исследования лишь в 1948 году (между первым и вторым заключениями) и окончательно завершить только в 1956 году — после окончательного освобождения из ГУЛага.

### ГУЛаг и ссылка

#### Первое заключение (1938—1946)
Теодор Шумовский проходил по одному делу с Львом Гумилёвым и Николаем Ереховичем. Этим трём студентам Ленинградского университета приписывали руководство молодёжным крылом мифической партии прогрессистов и ставилась в вину разнообразная антисоветская деятельность.
После вмешательства адвокатов, нанятых Анной Ахматовой, матерью Льва Гумилёва, и Вриенной Ерехович, сестрой Николая Ереховича, первоначальный приговор был отменён. Несмотря на это, все трое подследственных были отправлены в лагеря для отбывания наказания. Шумовский и Гумилёв были первоначально сосланы в Воркуту, а затем, после переследствия, в различные лагеря. Николай Ерехович был отправлен на Колыму, где и погиб в 1945 году.
Непосредственной причиной заключения Т. А. Шумовского могло послужить публичное выступление в защиту его учителя — академика И. Ю. Крачковского (1883—1951). Шумовский открыто высказал своё отрицательное отношение к статье Климовича, в которой тот обвинял академика в «низкопоклонстве перед Западом». По воспоминаниям Шумовского, ему также были предъявлены письменные показания впоследствии известного ученого-ассириолога и семитолога И. М. Дьяконова, который описывал Шумовского как «умалишённого». В вину Шумовскому ставилось также то, что он скрыл своё польское происхождение.
Во время своего заключения Шумовский участвовал в создании тюремного университета в пересыльной тюрьме (находилась за Александро-Невской лаврой в Санкт-Петербурге) под руководством академика-почвоведа Б. Б. Полынова, также заключённого. В тюрьмах и лагерях Т. А. Шумовский, параллельно с трудом заключённого, интенсивно продолжал свою творческую деятельность через написание и переводы стихов (по памяти), а также изучение языков у представителей различных национальностей. Эти занятия дополнили классическое востоковедческое образование, полученное Шумовским в университете, и заложили основы его взглядов как на исторические процессы, так и на языкознание, отличающиеся от принятых в традиционной науке.
Несмотря на окончание срока в 1944 году, Т. А. Шумовский был оставлен в ссылке до конца войны. С 1945 года женат на Таисии Ивановне Будылиной (1918—1971). Сын Иосиф Теодорович Будылин (Шумовский), р. 1945. Культуролог, автор книг по пушкиноведению, музейной проблематике. Академик РАЕН. Второй брак с Галиной Иосифовной Сумчинской. Сын Владислав Теодорович, востоковед. Кандидат экономических наук.

#### Ссылка вБоровичах(1946—1948)
Шумовский был выпущен из лагеря на поселение в период с 1946 по 1948 год. В это время он работал в новгородском институте усовершенствования учителей, смог параллельно закончить Ленинградский университет и защитить кандидатскую диссертацию на тему «Три неизвестные лоции Ахмада ибн Маджида».

#### Второе заключение (1948—1956)
Второе заключение провёл в Озёрлаге (Красноярский край). Заключённые Озёрлага были обязаны иметь номера; Шумовский имел номер А-499.
В 1948 году Шумовский обратился с письмом в Верховный Совет СССР с просьбой предоставить возможность закончить работу над арабскими лоциями и тем самым «развить новую область в советском востоковедении» в обмен на пожизненное заключение. Обращение было оставлено без ответа. В начале 1950-х гг., отчаявшись, что его когда-либо выпустят, Шумовский начал изучать медицину — с тем, чтобы стать фельдшером и работать в отдаленных деревнях. В 1956 году он был все-таки освобождён.
Шумовский получил полную реабилитацию по своим обоим заключениям в 1963 году, написав 110 заявлений в различные судебные инстанции.

### Работа в системе Академии наук (1956—1979)
Благодаря личной поддержке академика И. А. Орбели и Н. В. Пигулевской Шумовский смог поступить на работу в Ленинградское отделение Института востоковедения АН СССР. Академическая деятельность Шумовского в институте началась с издания «Трёх неизвестных лоций», которые впоследствии были переведены на португальский и на арабский языки. В 1965 году Шумовский защитил докторскую диссертацию по теме «Арабская морская энциклопедия 15 в.», основанную на исследовании и переводе важнейшей работы Ахмада ибн Маджида «Книга польз об основах и правилах морской науки». Эта работа вызвала большие научные споры, которые осложнили положение Шумовского в Академии наук. Другие значительные осложнения произошли в результате публикации книг «У моря арабистики» (1975) и «Воспоминания арабиста» (1978), в которых Шумовский представил альтернативный взгляд на развитие арабистики в СССР.

### Последние тридцать три года (1979—2012)
Шумовский продолжил научную и литературную деятельность и после ухода из института. Он довёл до конца свои работы, посвященные арабскому мореплаванию: подготовил и опубликовал критическое издание «Арабской морской энциклопедии» (1984—1985), а также научно-популярные книги «По следам Синдбада-морехода. Океанская Аравия» (1986) и «Последний „лев арабских морей“» (1999). Он также сформулировал свои взгляды на лингвистический процесс в «Ороксологии» (2002). Его наиболее значимой работой этого периода явился первый в России поэтический перевод Корана (7 изданий в период 1992—2011 гг.)
В последние годы Теодор Шумовский работал над антологией своих стихотворных переводов.
Умер в Петербурге 28 февраля 2012 года на 100-м году жизни. Похоронен на Литераторских мостках Волковского кладбища, рядом со своим учителем академиком И. Ю. Крачковским.

## Научные исследования и взгляды

### Восстановление исторической роли арабов как великой морской нации средневековья
Прежде арабов считали исключительно или преимущественно сухопутным народом. «Арабская морская энциклопедия» продемонстрировала развитую арабскую морскую культуру, которая стояла у колыбели европейской навигации и была уничтожена европейскими завоевателями Востока в XVI веке.

### Ороксология: восточно-западная филология
Понятия и логика современного языкознания сформировались на Западе, в первую очередь на основе изучения индоевропейских языков, и в этом смысле оно является европоцентричным. Шумовский выдвинул качественно новые представления об историческом развитии языков, их связям и взаимовлияниям, которые позволили ему по-новому взглянуть на исторические связи между Западом и Востоком. В своих работах Шумовский подверг сомнению сложившиеся представления о языковых семьях. Он также осуществил собственные межъязыковые реконструкции, введя в научный оборот альтернативные «звуковые законы».

### Первенствующая роль филологии в историческом анализе
Для Шумовского филология является первым и основным источником восстановления исторической истины, особенно в области этногенеза. С его точки зрения, рукописи, другие исторические документы чрезвычайно субъективны, подвержены интерпретации тех, кто их пишет. Данные языка, напротив, нельзя фальсифицировать. Таким образом, исследование взаимовлияния языков больше говорит о происхождении народов, чем исторические летописи. Во взглядах Шумовского прослеживается влияние акад. Н. Я. Марра, скорее философское, чем фактическое. Шумовский, как и Марр, считает язык основой мышления, основой истории, основой понимания истории, и в этом он противостоит Л. Н. Гумилёву, который выносил свои основополагающие понятия, такие как «этнос», за предел категорий языка.

### Корни русского языка и происхождение России
В своих исследованиях по этногенезу Шумовский поставил себе задачу взглянуть на Запад через глаза Востока, поставив под сомнение ставшие привычными европоцентристские трактовки, в первую очередь в отношении истории России. Является Россия Западом или Востоком? Широко известны исторические источники по истории России, но Шумовского в первую очередь интересовали данные русского языка как «бесстрастного свидетеля и участника истории». Шумовский утверждает, что Россия — это самая обширная в мире и самая многосторонняя область взаимодействий Востока и Запада.
С точки зрения Шумовского, многие слова русского языка, которые традиционно считаются чисто русскими, имеют если не исключительно, то в большинстве своем тюркское, персидское, арабское, армянское, даже хеттское происхождение:
«Для русской речи наиболее ранними словообразующими пластами являются два восточных: тюркский и иранский. Традиционное языкознание рассматривает тюркское влияние как явление в значительной степени позднее — в момент татаро-монгольского ига, а иранское как исключительно раннее, относящееся к индоевропейскому прародителю — „субстрату“, как и другие европейские языки. Однако анализ словаря русского языка приводит к противоположным выводам.

Влияние первого — тюркского — не следует всецело относить ко времени татарского нашествия, тогда оно могло иметь место лишь в исключительных случаях, ибо постоянному заимствованию мешало религиозное противостояние; в противоположность этому духовное состояние дохристианской Руси открывало широкий простор для тюрко-русского общения. Что касается иранского пласта, то именно его воздействие на русский язык (иногда через посредство армянского и тюркских) и есть то, что принято обозначать расплывчатым и неточным термином „индоевропейское“ имело место гораздо позже, чем принято считать».

Исходя из данных сравнительно-филологического анализа, Шумовский приходит к выводу о «восточном» происхождении России. Он пишет: 
«…Русы представляли собой иранское земледельческое племя, располагавшееся рядом с тюркскими и финскими племенами на отдельных участках пространства между Балтийским морем на западе и Уральским хребтом на востоке, Ладожским и Онежским озёрами на севере и Азовским морем на юге. По составу языков это пространство следует считать Западной Азией, продолжающейся на север до Белого моря, а на юг до Аденского залива Индийского океана, естественно включая Малую Азию до Босфора».

Шумовский суммирует: 
«Россия в основе своей является органичной частью „восточного“ мира, которая тем не менее восприняла западную цивилизацию. В этом состоит основная дилемма её развития, а в объединении Востока и Запада − её историческая миссия».

### Этногенез: сравнение взглядов Шумовского и Гумилёва

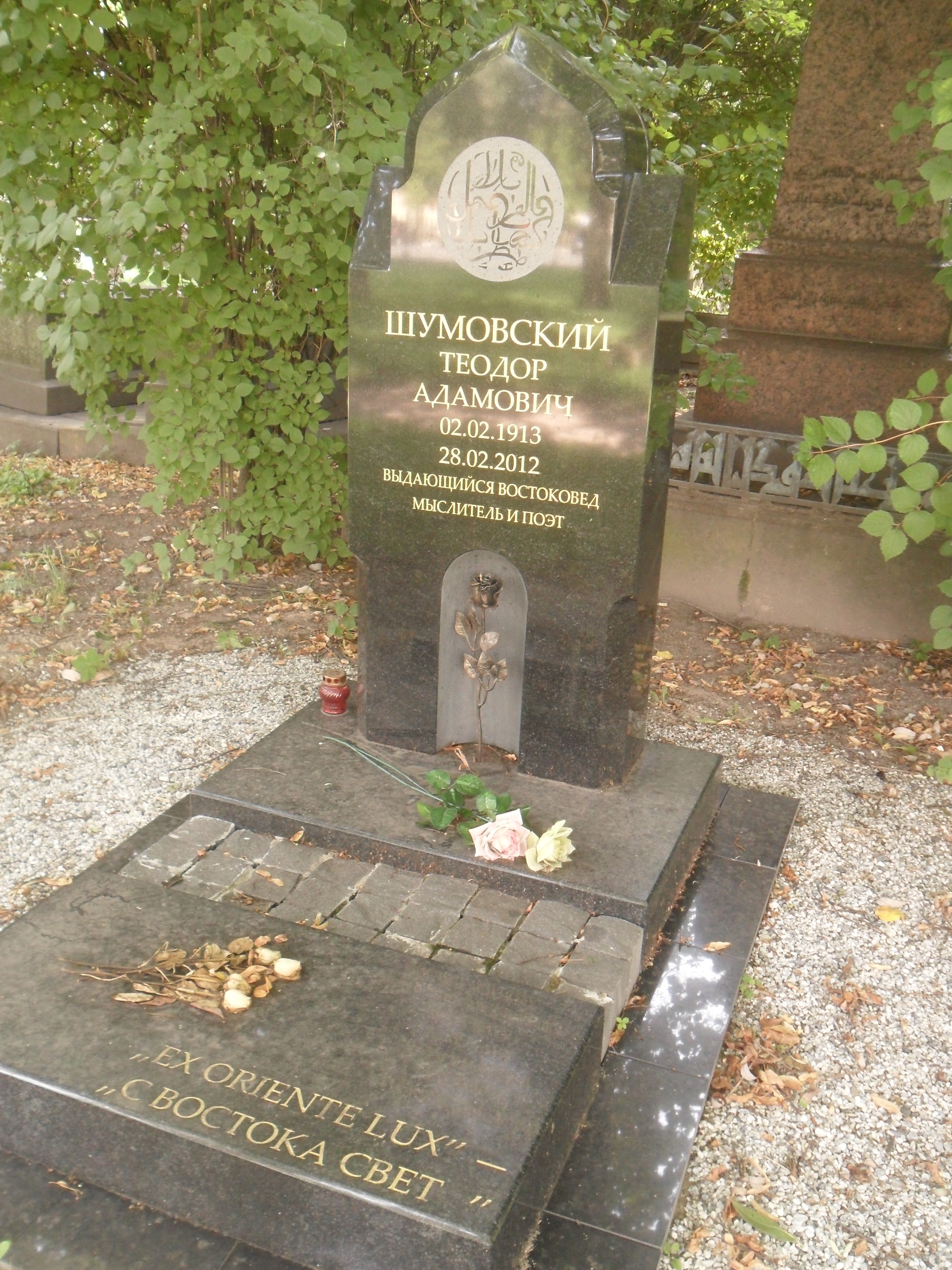
Могила Шумовского на Литераторских мостках в Санкт-Петербурге.

Будучи друзьями с университетской скамьи и впоследствии содельщиками в ГУЛАГе, Шумовский и Гумилёв не разделяли общих научных взглядов. Если для Шумовского язык первичен и абсолютен, то для Гумилёва первичны исторические летописи. Шумовский — это в первую очередь филолог, Гумилёв — историк. Это объясняет суть их разногласий.
Парадоксально, что Шумовский и Гумилёв пришли к аналогичным выводам в области этногенеза России, несмотря на то, что их отправные точки, их методы анализа, были диаметрально противоположны.
При отсутствии строгой научной критики и Гумилёв, и Шумовский подвергались систематической травле со стороны академических кругов, особенно в 1970-80-е годы, и оба страдали от отсутствия полноценного научного диалога. Оба они, хотя и были окружены последователями, работали в изоляции. В этом была их трагедия — как и у многих других представителей советской науки.

### Подход к переводу
В предисловиях к своим переводам Шумовский подчеркивает, что «перевод буквальный не есть перевод точный», отстаивая постулат о художественности перевода как о необходимом условии его адекватности. Он считает, что: 
«побочным эффектом формализации в современной науке стало стремление к точности перевода, в смысле его буквализма. Многие современные учёные искренне полагают, что чем более „точно“ они переведут определённое слово или грамматическую конструкцию, тем более „адекватным“ будет наше понимание… Подставление слов по словарю игнорирует относительность, с которой мы неизбежно сталкиваемся в переводе. Единственно возможный подход должен основываться на переводе содержания, а не исторически обусловленной формы, что создаёт лишь иллюзию точности. Это не значит, что переводчик может бесконечно отходить от грамматики текста. Детальный критический анализ — основа перевода. Но учёный-переводчик не должен выдавать грамматику за содержание. Адекватный перевод всегда является переводом художественным, результатом логических построений и художественного вдохновения. Сам по себе научный анализ разрушает целостность исходного материала… переводимое произведение не сводится к автоматической сумме грамматических форм и исторических фактов».

### Поэтический перевод Корана
До Шумовского в России были признаны два перевода Корана — Г. С. Саблукова (преподавателя Саратовской Духовной Академии, учителя Чернышевского) и академика И. Ю. Крачковского, основателя советской школы арабистики. Оба перевода были прозаические. Шумовский был учеником Крачковского и во многом опирался на его подход к научной интерпретации текста. Вместе с тем, Шумовский указывает на значительное количество неверных переводов и неточностей редакторского характера в издании перевода Крачковского: издание было осуществлено после кончины академика и не было подготовлено им к печати.
Особенность перевода Шумовского в том, что он совмещает в себе научный анализ текста, в соответствии с классической востоковедной традицией, но вместе с тем сохраняет принятые в мусульманской среде традиционные трактовки. Кроме того, перевод Шумовского выполнен в поэтической форме, так как, по его мнению, именно стихотворный перевод наиболее адекватно передает арабский оригинал, представленный в виде рифмованной прозы. Перевод Шумовского выдержал пять изданий (1992—2008 гг.).
В 2009 году издательством «Покидышевъ и сыновья» была выпущена первая аудиоверсия поэтического перевода Корана, получившая благословение Председателя Совета Муфтиев России Муфтий Шейха Равиля Гайнутдина. Для этой записи поэтический перевод Корана читал артист Александр Клюквин; также несколько сур в аудиокниге прочитаны самим Т. А. Шумовским.

## Работы
Переводы:
- Три неизвестные [стихотворные] лоции Ахмада ибн Маджида, арабского лоцмана Васко да Гамы, в уникальной рукописи Института востоковедения АН СССР / Т. А. Шумовский; Предисловие Д. А. Ольдерогге; Отв. ред. И. А. Орбели. — М.—Л.: Издательство Академии наук СССР, 1957. — 200 с. — 3000 экз. (То же. Тезисы дисс. … к.филол.н. Л., 1948)
- Ахмад ибн Маджид. Книга польз об основах и правилах морской науки: Арабская морская энциклопедия XV в. / Пер. Т. А. Шумовского.
  - Т. 1. Исследование, перевод, комментарий и указатели. 1985. 592 с. 3000 экз.
  - Т. 2. Критический текст, комментарий и указатели. 1984. 266 с.
- Сулаймāн ал-Махри. Махрийская опора для точного определения [основ] морских наук. / Пер. с араб. и комментарии Т. А. Шумовского. М.: Издательство Марджани. 2011. 348 стр.
- Коран: Священная книга мусульман. / Пер. с араб. Т. А. Шумовского. М., Терра. 1995. 528 стр. 2-е изд. Священный Коран: Страницы вечных мыслей. М.-СПб, Диля. 2001. 3-е изд. М., АСТ. 2004. 532 стр.
- Священный Коран: Аудиокнига / М.: Покидышевъ и сыновья, 2009.

Диссертации и книги:
- Арабы и море. Автореф. дисс. … д.филол.н. Л., ИВ. 1957.
- Арабы и море. Предыстория деятельности Ахмада Ибн Маджида, лоцмана Васко да Гамы. Автореф. дисс. … д.и.н. Л., 1967.
- Арабы и море: По страницам рукописей и книг / Т. А. Шумовский; Художник И. М. Русина; Институт народов Азии АН СССР. — [1-е изд.]. — М.: Наука, 1964. — 192 с. — 11 000 экз. (обл.)
- Арабы и море: По страницам рукописей и книг / Т. А. Шумовский; Отв. ред. В. О. Бобровников; Оформление обложки: Л. К. Залялетдинова. — Изд. 2-е, исправленное. — М.: Изд. дом Марджани, 2010. — 192 с. — (Чудеса стран). — 1000 экз. — ISBN 978-5-903715-25-1.
- По следам Синдбада-морехода: Океанская Аравия: Историко-географический очерк / Т. А. Шумовский; Предисл. президента Геогр. общества СССР акад. А. Ф. Трёшникова; Рецензент: д-р филол. наук О. Б. Фролова; Оформление художника С. С. Верховского. — М.: Мысль, 1986. — 144, [16] с. — 80 000 экз.
- Последний «лев арабских морей»: Жизнь арабского мореплавателя и поэта Ахмада ибн Маджида, наставника Васко да Гамы / Т. А. Шумовский. — СПб.: Изд-во СПбГУ, 1999. — 212 с. — 400 экз. — ISBN 5-288-01029-3.
- Странствия слов / Т. А. Шумовский. — СПб.: Протей, 2004. — 336 с. — 3000 экз. — ISBN 5-94844-008-7.

Воспоминания:
- У моря арабистики: По страницам памяти и неизданных документов / Т. А. Шумовский; Институт востоковедения АН СССР. — М.: Наука (ГРВЛ), 1975. — 344 с. — 10 000 экз. (в пер.)
- Воспоминания арабиста / Т. А. Шумовский; Академия наук СССР. — Л.: Наука. Ленингр. отд-ние, 1977. — 172, [4] с. — (Научные биографии и мемуары учёных). — 25 000 экз.
- Свет с Востока / Т. А. Шумовский. — СПб.: Изд-во СПбГУ, 2006. — 352 с. — 500 экз. — ISBN 5-288-04199-7.
- Свет с Востока / Т. А. Шумовский. — 2-е изд., испр. и доп. — СПб.: Диля, 2009. — 352, [4] с. — 1000 экз. — ISBN 978-5-88503-870-6.
- Беседы с памятью/ Т.А. Шумовский. Вст. ст. Будылин И.Т. (Шумовский) - СПб., Европейский Дом, 2022 - 423 с. - ISBN 978-5-8015-0425-4, илл.